# 1125-ös mellékút (Magyarország)
Az 1125-ös mellékút a Komárom-Esztergom vármegyei Nyergesújfalu és Bajna között húzódik, áthalad Bajóton. Mintegy 13,4 kilométer hosszú, négy számjegyű, 2x1 sávos összekötő út a 10-es főút és az 1119-es, illetve az 1105-ös utak között. Kezelője a Magyar Közút Kht. Komárom-Esztergom Vármegyei Igazgatósága. Egyik fő funkciója, hogy a 10-es főutat összekösse a Gerecse belső területeivel.

## Nyomvonala
Nyergesújfalun ágazik ki a 10-es főútból, annak 52+500-as kilométerszelvénye közelében, dél felé. Települési neve Munkácsy liget, egészen a belterület déli széléig, amit kevéssel az első kilométere előtt ér el. 2,5 kilométer után éri el Bajót határszélét, majd kevéssel azután már lakott területei között halad tovább, Kossuth Lajos utca néven. 4,8 kilométer után beletorkollik délkelet felől az 1124-es út, mely Nagysáp Őrisáp településrészétől Péliföldszentkereszten át vezet idáig, a belterület déli szélén (az 5+550-es kilométerszelvénye táján) pedig nyugati irányból az 1126-os út, mely Lábatlannal köti össze a községet. Körülbelül a 7. és a 9. kilométerei között ismét nyergesújfalui, majd pedig további másfél kilométeren át nagysápi, lakatlan külterületek között húzódik; közben az egyik kanyarjában, a 8+500-as kilométerszelvénye táján kiágazik belőle egy számozatlan, alsóbbrendű kövesút délnyugat felé, Pusztamarót irányába. Csak a 11. kilométerét elhagyva lépi át Bajna határát. A belterület északi szélét elérve, a 13. kilométere után keresztezi a Tátot Tatabányával összekötő 1119-es utat, majd a Nyergesi út nevet veszi fel. Kicsivel ezután véget is ér, beletorkollva a Zsámbéktól Bajnáig húzódó 1105-ös útba, annak a 15+850-es kilométerszelvénye közelében.
Teljes hossza, az országos közutak térképes nyilvántartását szolgáló kira.kozut.hu adatbázisa szerint 13,383 kilométer.

## Települések az út mentén
- Nyergesújfalu
- Bajót
- (Nagysáp)
- Bajna

## Története
Egy 2,330 kilométeres szakaszát (az 5+500 és a 7+830 kilométerszelvények között) 2019 második felében újították fel, a Magyar Falu Program útjavítási pályázatának I. ütemében, Bajót és Bajna települések területén.

## Külső hivatkozások
- Magyar Közút Kht.